# Macrocentrus
Macrocentrus är ett släkte av steklar som beskrevs av Curtis 1833. Macrocentrus ingår i familjen bracksteklar.

## Dottertaxa tillMacrocentrus, i alfabetisk ordning[1][2]
- Macrocentrus aegeriae
- Macrocentrus affinis
- Macrocentrus albitarsis
- Macrocentrus alox
- Macrocentrus amphigenes
- Macrocentrus amploventralis
- Macrocentrus ancylivora
- Macrocentrus angustatus
- Macrocentrus angustifacialis
- Macrocentrus anjiensis
- Macrocentrus annulicornis
- Macrocentrus apicalis
- Macrocentrus archipsivorus
- Macrocentrus arcipetiolatus
- Macrocentrus argyroploceus
- Macrocentrus asiaticus
- Macrocentrus atratus
- Macrocentrus austrinus
- Macrocentrus baishanzua
- Macrocentrus beijingensis
- Macrocentrus bengtssoni
- Macrocentrus bicolor
- Macrocentrus bimaculatus
- Macrocentrus blandoides
- Macrocentrus blandus
- Macrocentrus bradleyi
- Macrocentrus brevicaudifer
- Macrocentrus brevipalpis
- Macrocentrus buolianae
- Macrocentrus calacte
- Macrocentrus californiensis
- Macrocentrus canarsiae
- Macrocentrus capensis
- Macrocentrus carolinensis
- Macrocentrus cerasivoranae
- Macrocentrus ceylonicus
- Macrocentrus chasanicus
- Macrocentrus choui
- Macrocentrus chui
- Macrocentrus cingulum
- Macrocentrus citreitarsis
- Macrocentrus clypeatus
- Macrocentrus cnaphalocrocis
- Macrocentrus collaris
- Macrocentrus coloradensis
- Macrocentrus concentralis
- Macrocentrus confusstriatus
- Macrocentrus coronarius
- Macrocentrus crambi
- Macrocentrus crassinervis
- Macrocentrus crassipes
- Macrocentrus crassus
- Macrocentrus crocidophorae
- Macrocentrus cuniculus
- Macrocentrus dushanensis
- Macrocentrus elongatus
- Macrocentrus equalis
- Macrocentrus exartemae
- Macrocentrus famelicus
- Macrocentrus flavomaculatus
- Macrocentrus flavoorbitalis
- Macrocentrus flavus
- Macrocentrus fossilipetiolatus
- Macrocentrus fuscicornis
- Macrocentrus fuscipes
- Macrocentrus gibber
- Macrocentrus giganteus
- Macrocentrus gigas
- Macrocentrus glabripleuralis
- Macrocentrus glabritergitus
- Macrocentrus guangxiensis
- Macrocentrus guizhouensis
- Macrocentrus gutianshanensis
- Macrocentrus hangzhouensis
- Macrocentrus hemistriolatus
- Macrocentrus homonae
- Macrocentrus huggerti
- Macrocentrus hunanensis
- Macrocentrus hungaricus
- Macrocentrus impressus
- Macrocentrus incompletus
- Macrocentrus infirmus
- Macrocentrus infumatus
- Macrocentrus infuscatus
- Macrocentrus innuitorum
- Macrocentrus instabilis
- Macrocentrus jacobsoni
- Macrocentrus karafutus
- Macrocentrus kurnakovi
- Macrocentrus laevigatus
- Macrocentrus latisulcatus
- Macrocentrus linearis
- Macrocentrus lishuiensis
- Macrocentrus longicornutus
- Macrocentrus longipes
- Macrocentrus longistigmus
- Macrocentrus luteus
- Macrocentrus maculistigmus
- Macrocentrus madeirensis
- Macrocentrus mainlingensis
- Macrocentrus mandibularis
- Macrocentrus maraisi
- Macrocentrus marginator
- Macrocentrus marshi
- Macrocentrus maximiliani
- Macrocentrus melanogaster
- Macrocentrus mellicornis
- Macrocentrus mellipes
- Macrocentrus minor
- Macrocentrus muesebecki
- Macrocentrus neomexicanus
- Macrocentrus nidulator
- Macrocentrus nigriceps
- Macrocentrus nigricoxa
- Macrocentrus nigridorsis
- Macrocentrus nigrigenuis
- Macrocentrus nigripectus
- Macrocentrus nigroornatus
- Macrocentrus nitidus
- Macrocentrus nixoni
- Macrocentrus nocarus
- Macrocentrus novaguineensis
- Macrocentrus obliquus
- Macrocentrus oculatus
- Macrocentrus oriens
- Macrocentrus orientalis
- Macrocentrus palliduplus
- Macrocentrus pallidus
- Macrocentrus pallipes
- Macrocentrus pallisteri
- Macrocentrus papuanus
- Macrocentrus parametriatesivorus
- Macrocentrus parki
- Macrocentrus pectoralis
- Macrocentrus peroneae
- Macrocentrus persephone
- Macrocentrus pilosus
- Macrocentrus planitibiae
- Macrocentrus postfurcalis
- Macrocentrus prolificus
- Macrocentrus pulchripennis
- Macrocentrus pyraustae
- Macrocentrus qingyuanensis
- Macrocentrus radiellanus
- Macrocentrus resinellae
- Macrocentrus reticulatus
- Macrocentrus retusus
- Macrocentrus rhyacioniae
- Macrocentrus robustus
- Macrocentrus rossemi
- Macrocentrus rubromaculatus
- Macrocentrus rufotestaceus
- Macrocentrus rugifacialis
- Macrocentrus rugulosus
- Macrocentrus seminiger
- Macrocentrus sesamivorus
- Macrocentrus seyrigi
- Macrocentrus shawi
- Macrocentrus sichuanensis
- Macrocentrus simingshanus
- Macrocentrus sinensis
- Macrocentrus somaliensis
- Macrocentrus soniae
- Macrocentrus spilotus
- Macrocentrus sulphureus
- Macrocentrus suni
- Macrocentrus sylvestrellae
- Macrocentrus tasmanicus
- Macrocentrus tatshinguanus
- Macrocentrus terminalis
- Macrocentrus tessulatanae
- Macrocentrus testaceiceps
- Macrocentrus theaphilus
- Macrocentrus thoracicus
- Macrocentrus tianmushanus
- Macrocentrus townesi
- Macrocentrus tricoloratus
- Macrocentrus trimaculatus
- Macrocentrus tritergitus
- Macrocentrus turkestanicus
- Macrocentrus utilis
- Macrocentrus vanachterbergi
- Macrocentrus wangi
- Macrocentrus watanabei
- Macrocentrus xingshanensis
- Macrocentrus yuanjiangensis
- Macrocentrus zhangi
- Macrocentrus zhejiangensis